# Marcantonio Franceschini
Marcantonio Franceschini (født 5. april 1648 i Bologna, død 24. december 1729 sammesteds) var en italiensk maler.
Franceschini, som var elev af Carlo Cignani, var en dreven freskomaler i den dekorative stil og sluttede sig ganske til Carracciernes skole. Han arbejdede med overordentlig lethed; i løbet af et par år udsmykkede han således kirkerne San Bartolomeo og Corpus Domini i Bologna med fresker, i nogle få måneder udførte han store dekorative arbejder for slottet i Modena (1696); hans freskoudsmykning af den store sal i Genuas rådhus gik til grunde 1777 ved ildebrand.
Nogle år arbejdede Franceschini på freskerne (Venus med Amor osv.) i det fyrstelige Lichtensteinske Palæ i Wien. Til hans kendteste staffelibilleder hører Bodfærdig Magdalena (Dresdens galleri), en Ignatius-fremstilling samt Den hellige Carlo Borromeo hos de pestsyge i Milano og Caritas i Wiens Hofmuseum.